# Stefano Agnesi
Stefano Agnesi (Rho, 12 settembre 1969) è un ex cestista italiano.
Alto 200 centimetri, in campo ricopriva il ruolo di centro.

## Carriera
Ha militato tra gli anni ottanta e novanta in squadre di Serie A e B quali Basket Brescia, Teorema Tour Arese e Borgomanero, terminando la sua carriera a Casalpusterlengo in serie B2, società presso la quale ha successivamente intrapreso la carriera dirigenziale.